# Арно III (граф Комменжа)

Комменж на карте Гаскони

Арно III (Arnaud III) (ум. после 1070) — граф части Комменжа.
Происхождение не выяснено. Известно, что он был братом Бернара (ум. до 1060), епископа Комменжа.
В Общей истории Лангедока (Histoire générale de Languedoc: avec des notes et les pièces ..., Том 2) Арно III назван сыном Роже II, графа части Комменжа (согласно о. Ансельму, упоминается в документах 1021, 1026 и 1035 гг.), и его жены Алданы (см. скан страницы внизу).
В одно время с Арно III графами Комменжа упоминаются Бернар Одон (ум. до 1075) и его сын Раймон Бернар, происхождение которых не выяснено. Согласно Общей истории Лангедока Бернар Одон - племянник Роже II и, таким образом, двоюродный брат Арно III.
Преемником Арно III был Роже III (ум. ок. 1105 или после 1114) — вероятно, его сын или внук.
Генеалогия графов Комменжа согласно Общей истории Лангедока (Histoire générale de Languedoc: avec des notes et les pièces ..., Том 2):